# Manuel Díaz de la Vega
Manuel Díaz de la Vega (28 de agosto de 1828, Ciudad de México, México - 7 de noviembre de 1903, Ciudad de México, México) fue un militar mexicano de perfil conservador, con una trayectoria de más de 30 años en el Ejército Mexicano, y que participó en la Intervención Norteamericana y la Segunda Intervención Francesa en México. Fue gobernador y comandante general de San Luis Potosí, Tabasco, Toluca y Huejutla. Su hermano mayor fue Rómulo Díaz De la Vega.

## Trayectoria militar

### Primeras actuaciones armadas
Ingresó a las filas del Batallón de Granaderos de la Guardia de los Supremos Poderes en 1844, y a partir de ese momento participó en diferentes contiendas: 1845, la toma del Carmen del sitio de Puebla; 1846, en el Ejército del Norte; 1847, defendió al Supremo Gobierno de la invasión norteamericana, participó en el ataque a Cerro Gordo (17 y 18 de abril), en el Distrito de Tula y en la protección de Churubusco, Chapultepec, las garitas de la Candelaria, Belén y San Cosme.  Se le tomó como prisionero.
Después de esto viajó a Francia y regresó a México en febrero de 1849. En ese año fue ayudante del comandante general de Tamaulipas y allí combatió a los indios sublevados de la Sierra Gorda. Durante 1852, 1853 y 1854 Díaz de la Vega participó en la campaña contra los mayas rebeldes en Bacalar, Chichanhá y Mérida, además que colaboró en la secretaría de la División de Operaciones de Yucatán.
Después, en 1855, viajó a la frontera bajo las órdenes del general Rómulo Díaz de la Vega. En 1856 participó en la batalla y sitio de Ocotlán y San Agustín en Puebla. En 1856 Manuel Díaz de la Vega solicitó se le expidiera un pasaporte para salir de México.

### En la Guerra de Reforma
Manuel Díaz de la Vega participó en varias contiendas del lado conservador. En 1858 estuvo al mando del Batallón Ligero Permanente de Carabineros, combatió en San Luis Potosí y Jalisco: Ahualulco, el Cerro del Zapatero, Puente de Jaloloslán, Paso del Río de Ponzitlán, en las batallas de Atequiza y San Joaquín.
A partir de 1859 regresó a la Ciudad de México, y estuvo al mando de la Ciudadela y defendió Tacubaya. Combatió al general Antonio Carbajal en los Llanos de Apan.
En 1860 fue nombrado gobernador y comandante general de San Luis Potosí. Recibió el grado de general en Jalisco, y combatió y fue derrotado en la batalla de Capulalpan.

### En la Intervención Francesa y Segundo Imperio
Bajo la administración de la Junta de Notables, en 1863, Manuel Díaz de la Vega fue nombrado prefecto político y comandante general de Tabasco, Gobernador de Tabasco, pero el puesto lo desempeño por unos meses en 1864. Su participación es parte de la Intervención francesa en Tabasco.
Manuel Díaz de la Vega sustituyó al general Eduardo González Arévalo, quien no pudo controlar el avance del Ejército Liberal Tabasqueño. Los republicanos habían derrotado a los imperialistas franceses en la Batalla de El Jahuactal el 1 de noviembre de 1863, y desde el mes de diciembre de ese año, tenían sitiada la ciudad de San Juan Bautista de Tabasco, lugar en donde se encontraban atrincheradas las tropas francesas.
Díaz de la Vega llegó a San Juan Bautista el 20 de enero de 1864 por el único acceso disponible con que contaban las tropas francesas: Frontera y el río Grijalva, y de inmediato relevó del cargo a Eduardo González Arévalo, quien partió hacia el puerto de Frontera. 

### Derrota en San Juan Bautista
La situación en Tabasco que recibió Díaz de la Vega era caótica: los republicanos tenían sitiada la ciudad de San Juan Bautista por el norte, el sur y el poniente, y bombardeaban con artillería la ciudad desde los tres flancos, con combates intensos en las calles. El territorio dominado por los franceses era solo a unas manzanas de casas junto al río Grijalva, los cuarteles Casa Fuerte, Almacén Real y el Palacio de Gobierno, llamado El Principal, y tenían comunicación con el exterior por medio de sus barcos.
Díaz de la Vega intentó obtener la rendición de los líderes republicanos Felipe J. Serra, Gregorio Méndez Magaña, Andrés Sánchez Magallanes y Lino Merino  a cambio de garantías y compensaciones. La lucha se prolongó y los intervencionistas se replegaron. Un nuevo ataque republicano comenzó el 11 de febrero, y Díaz de la Vega ordenó la salida de las tropas hasta el 27 con rumbo a Jonuta y Frontera. Si bien el general Díaz de la Vega reorganizó sus tropas, abandonó el estado el 1° de abril.

## Otros cargos militares
A pesar de haber sido derrotado en Tabasco durante la guerra de intervención, Díaz de la Vega recibió varios reconocimientos durante el tiempo del Imperio Mexicano. Primero obtuvo el rango de General Graduado de parte del Presidente reaccionario Miguel Miramón en 1864. Luego fue Presidente del Consejo de Guerra, comandante militar de Toluca y Huejutla, así como recibió la Cruz de Honor por sus acciones en el valle de México, una medalla por su participación en la intervención norteamericana y una Cruz por la Batalla de Ahualulco, todo lo anterior sucedió en 1866. En 1867 recibió el cargo de Comendador de la Orden de Guadalupe y obtuvo el rango de General de Brigada Efectivo, nombrado por el general Leonardo Márquez, lugarteniente del Imperio.
Estuvo en el sitio a la Ciudad de México en julio de 1867. Por eso estuvo encarcelado en la prisión de Perote.

## Vida civil
Las siguientes noticias que tenemos de él son relativas a nuevos cargos: en 1881 encabezó la Dirección de la Aduana del Paso del Norte. En 1884 fue jefe de Hacienda en Coahuila y administrador de Aduanas Marítimas en Tuxpan, Veracruz. En 1889 fue periodista y, tal vez, director de El Nacional.
Manuel Díaz De la Vega falleció en la Ciudad de México el 7 de noviembre de 1903.